# Cabeza de reserva

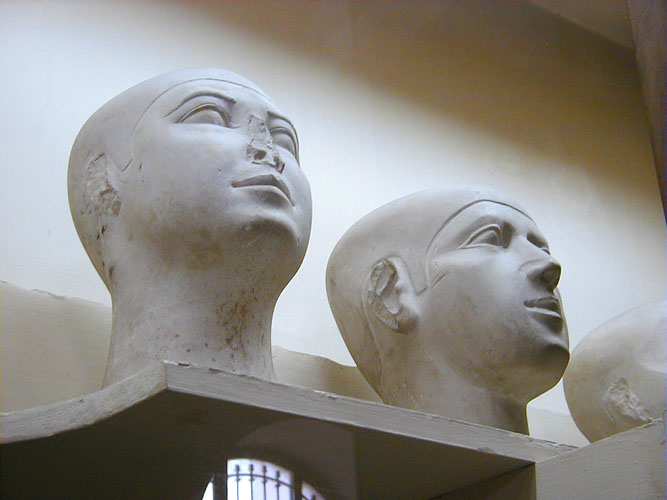
Dos cabezas de reserva exhibidas una al lado de la otra en un estante en el Museo Egipcio, El Cairo.

Las cabezas de reserva (también conocidas como "cabezas mágicas" o "cabezas de reemplazo", este último término derivado del término alemán original "Ersatzköpfe") son esculturas distintivas hechas principalmente de piedra caliza fina que se han encontrado en varias tumbas no reales de la IV Dinastía de Egipto; principalmente de los reinados de los faraones constructores de pirámides Khufu (Keops, en griego) a Khafra (Kefrén, en griego), alrededor de 2551-2496 a. C. Si bien cada una de las cabezas comparte características en común entre sí (y algunos ejemplos pueden ser más una caricatura que reflejar una apariencia realista), la sorprendente individualidad de las piezas las convierte en algunos de los primeros ejemplos de retrato en escultura que existen. El nombre proviene de la teoría prevaleciente presentada por primera vez en 1903 por el egiptólogo alemán Ludwig Borchardt, que la cabeza debía servir como un hogar alternativo para el espíritu del propietario muerto en caso de que algo le sucediera a su cuerpo momificado.

## Descripción
Lo que sorprendió a los arqueólogos fue la naturaleza altamente individualizada de estas representaciones de tamaño natural, lo que ha sido comparado con los retratos de busto de la época clásica y moderna. Los escultores del antiguo Egipto tendían a capturar una versión idealizada del rostro, a menudo eliminando los rasgos individuales de una manera que, como dijo un escritor: "se acercaba a la impersonalidad arquitectónica". En contraste, las cabezas de reserva parecen representar individuos concretos, y uno de los primeros investigadores intuyó relaciones familiares entre las cabezas de reserva que encontró. Con pocas excepciones son de gran calidad artística, y muy probablemente fueron producto de los talleres reales.
La mayoría de las cabezas estaban hechas de fina piedra caliza blanca, aunque se han encontrado un par de ejemplos moldeados con arcilla de las orillas del Nilo. Aunque hay algunas excepciones que están talladas de forma más tosca y estucadas (enyesadas), la mayoría están talladas de forma intrincada  y han sido cuidadosamente alisadas, aunque no pulidas. Todas representan a personas con la cabeza rapada o el cabello muy corto, y los ejemplos más grandes tienen poco más de 30 cm de altura.

### Supuesta mutilación de las cabezas de reserva
Casi todas las cabezas muestran algún tipo de daño o mutilación que puede o no haber sido infligido deliberadamente antes de colocarlas en la tumba. Una de las características más comunes es que sus orejas estén rotas o aparentemente cinceladas. Al menos un erudito niega que el daño a las orejas haya sido deliberado, señalando casos en los que se han encontrado orejas desprendidas en perfectas condiciones, y que el daño puede deberse más al manejo brusco de los ladrones de tumbas. De las muchas cabezas de reserva, solo una tiene las orejas completamente intactas; en otros, han sido raspadas cerca de la superficie, mientras que otras han sido cortadas de manera más tosca. Un ejemplo contenía agujeros para la fijación de orejas talladas aparte que no se encontraron con la cabeza, y otro grupo más pequeño de cabezas de reserva no se hizo con ninguna oreja.
Otra característica común se ha llamado "surco craneal", un corte cuidadoso y deliberado que generalmente comienza en la coronilla y se extiende hasta la parte posterior del cuello.

## Historia
La primera cabeza de reserva fue descubierta en 1894, en Dahshur, por el director general del Servicio Francés de Antigüedades en Egipto, Jacques de Morgan y es probablemente una de las primeras de la serie, datada a finales del reinado de Seneferu o inicios del de Khufu. La mayoría de las cabezas fueron descubiertas por el egiptólogo estadounidense George Andrew Reisner, quien excavó varias mastabas al oeste de la Gran Pirámide de Guiza. Identificó estas mastabas como pertenecientes a miembros de la familia real del faraón Khafra, una de las cuales (No. 4140) fue identificada como la de una princesa según una estela con inscripción que se encontró. Dos ejemplos adicionales fueron descubiertos por el egiptólogo austríaco Hermann Junker en Guiza en 1914. La gran mayoría de las cabezas de reserva descubiertas procedían de las necrópolis de Guiza, aunque se han recuperado tres ejemplos de Abusir, Saqqara y Dahshur.
Se sabe que existen falsificaciones modernas de cabezas de reserva. Un ejemplar del Instituto Oriental de Chicago se compró a un marchante de arte de El Cairo en 1929, y ahora se cree que es una falsificación, debido en parte al hecho de que está hecha de cuarcita marrón, un material  no presente en ninguna otra de las cabezas de reserva encontradas in situ.

## Posibles funciones
La explicación propuesta originalmente por Ludwig Borchardt, y luego ampliada por otros egiptólogos de principios del siglo XX, incluidos Junker y Reisner, era que la cabeza de reserva servía como un sustituto ritual de la cabeza real del difunto, en caso de que esta se dañara. Otra sugerencia presentada por el egiptólogo Nicholas Millet fue que sirvieran como prototipos de escultores para hacer más estatuas y relieves de los difuntos. Luego se tomaron moldes de las cabezas de reserva en yeso, y los cortes que aparecen en muchas de las cabezas, la aparente mutilación de las orejas y el exceso de yeso que aparece en al menos una de las cabezas se puede explicar como el tipo de daño que sería de esperar al tratar de quitar los moldes de yeso ajustados de una cabeza de reserva.
El egiptólogo Roland Tefnin sugirió que las cabezas fueran mutiladas ritualmente para evitar que dañaran a los vivos. Tefnin propuso que las cabezas fueran creadas por un maestro escultor y, tras la muerte del sujeto, la cabeza recibiría una mutilación ritualizada para asegurarse de que no pudiera dañar al difunto en el más allá. Enumera como ejemplos el daño en la parte posterior de la cabeza, la extracción de las orejas, la representación del difunto sin pelo o con el pelo muy corto y, en algunos casos, el tallado de una línea en el cuello que representaría la decapitación ritual. Sin embargo, hay problemas con esta teoría, ya que si bien existía una práctica bien conocida de tallar una incisión a ciertas figuras jeroglíficas (como las que representan varios animales) en las tumbas para hacerlas inofensivas para el difunto, esta práctica nunca se extendió a las imágenes del dueño de la tumba. La función de las imágenes de los difuntos a lo largo de la historia de las artes funerarias en el Antiguo Egipto era actuar como receptáculo alterno de su alma, y "matarlas" sería contrario a este propósito. Este tipo de mutilación no se ve en estatuas colocadas en tumbas posteriores.
La teoría más reciente propuesta por Peter Lacovara en cuanto al propósito de las "mutilaciones" es que son pautas utilizadas por el escultor en la creación de la cabeza de reserva. Propuso que un examen más detallado de la evidencia apunta a que todas las líneas que se tallaron en las cabezas de reserva se hicieron antes de su finalización y no después. Como prueba señala que en los ejemplos más completos las mutilaciones son menores o están ausentes, y en otros está claro que los surcos que se hicieron fueron alisados posteriormente, en lugar de ser el corte fresco que cabría esperar si se infligieran después de su creación. Hay otras esculturas inacabadas del Antiguo Egipto donde se pueden ver las pautas para el escultor, generalmente pintadas sobre la piedra dura. Lacovara cree que la pintura se habría desprendido fácilmente de la piedra caliza relativamente blanda que se usó, por lo que los escultores tallaron las pautas en su lugar. Luego, estas pautas se pulieron y, en los casos en que no se eliminaron por completo, se cubrieron con estuco policromado que desde entonces se ha caído. El yeso también se habría utilizado para encubrir cualquier error que hubiera cometido el escultor, como en el ejemplo del pesado estuco que se ve en una de las cabezas de reserva en El Cairo (60003) donde se ha vuelto a tallar un ojo. Se cree que el daño observado en los oídos de muchas de las cabezas de reserva se debe principalmente al trato brusco de los ladrones de tumbas. Todo esto apoyaría la teoría original de que las cabezas de reserva fueron diseñadas como lugares alternativos para que habitara el alma del difunto.

## Lugar dentro del arte del Antiguo Egipto
Si bien las cabezas de reserva solo se fabricaron durante un período de tiempo relativamente corto, dejaron una huella en la escultura posterior del Imperio Antiguo.
A diferencia de la inmensa mayoría de esculturas del Antiguo Egipto, estas cabezas nunca fueron concebidas como parte de una escultura compuesta más grande; eran piezas independientes de solo la cabeza y cuello hechas en bulto redondo, con la superficie plana en la base del cuello que indica que estaban destinadas a permanecer erguidas. La mayoría se encontraron en los pozos funerarios que dan acceso a la cámara funeraria de la tumba, pero en esos casos se considera probable que simplemente fueron arrojadas ahí por los ladrones de tumbas, tras despojarlas de los casquetes y pelucas reales que probablemente lucían. Ambos ejemplos descubiertos por Hermann Junker en 1914 se encontraron aun dentro de la cámara sepulcral y se cree que pertenecieron al propietario de la tumba. Ninguna de estas esculturas proviene de las capillas de ofrendas sobre el suelo, lo que las distingue de otras estatuas del Imperio Antiguo asociadas con el culto funerario del difunto, ubicadas a la vista en la capilla de ofrendas anexa a la cámara funeraria o escondidas en un serdab.
La única cabeza de reserva encontrada en una tumba intacta se halló junto al sarcófago del ocupante de la tumba. En general, se supone que todas las cabezas de reserva estaban originalmente en posiciones similares en sus respectivas tumbas, aunque la gran cantidad de cabezas encontradas en los pozos funerarios había hecho suponer, en cambio, que originalmente se exhibieran a la entrada de la cámara de la tumba y no dentro de la misma.

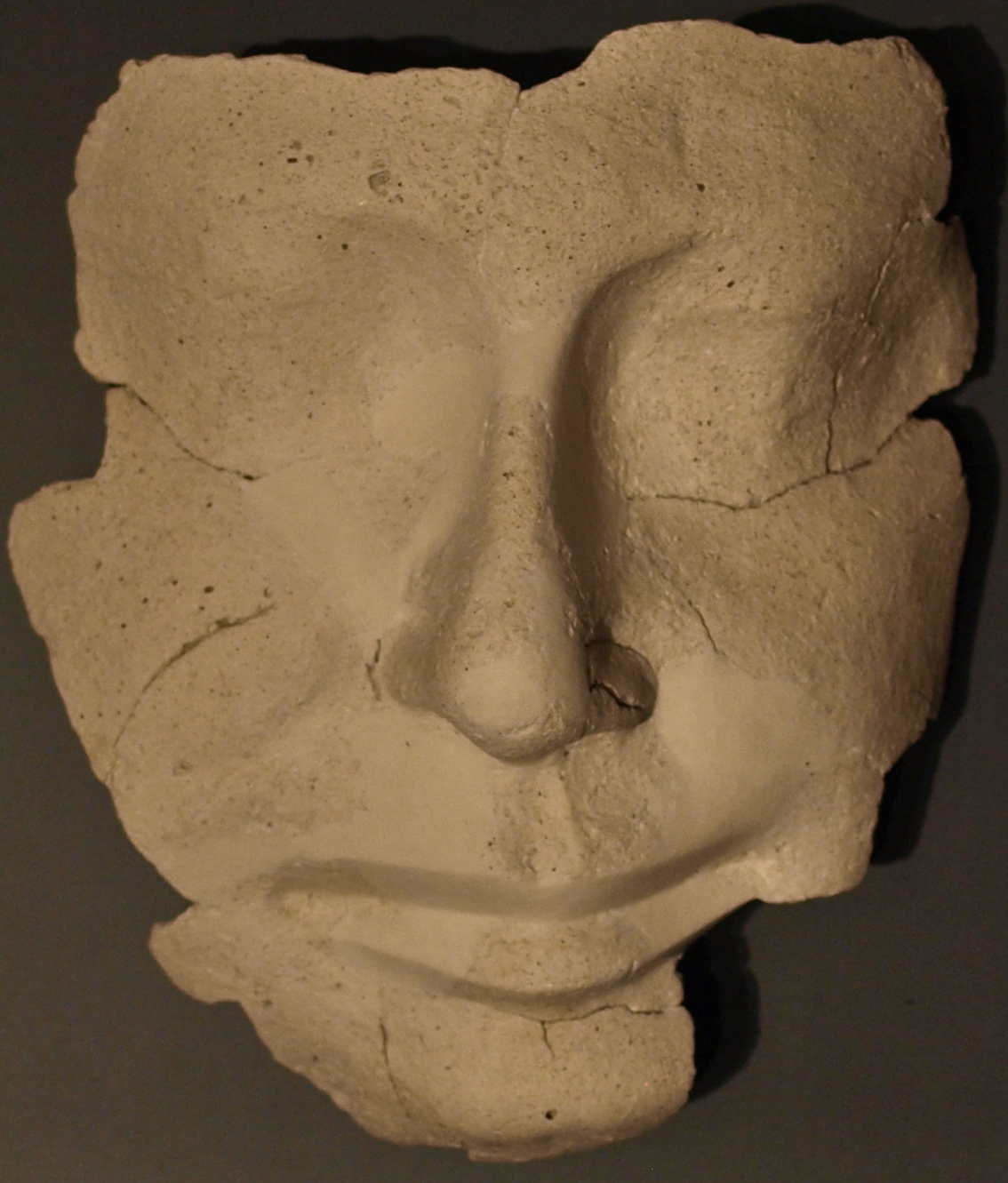
Molde de yeso modelado de una cara, dinastías V-VI, en exhibición en el Kunsthistorisches Museum de Viena

El lapso de tiempo en el que se crearon cabezas de reserva fue corto; probablemente fueron creadas por sólo un par de generaciones de escultores durante los reinados de los faraones Khufu, Djedefre y Khafra. La práctica de usar cabezas de reserva parece haber terminado en algún momento durante la Sexta Dinastía, reemplazada por la de cubrir la cabeza o todo el cuerpo del difunto con estuco. Estas cubiertas para la cara y el cuerpo que se crearon pudieron tener el mismo propósito que la cabeza de reserva, funcionando como un lugar sustituto para el espíritu si el cuerpo original se descomponía o destruía de otra manera. Parece probable que tanto la práctica de fabricar cabezas de reserva como la de cubrir el cuerpo o la cara de un individuo con yeso se superpusieran considerablemente, con un ejemplo temprano de esto último fechado a finales de la Cuarta dinastía basado en la cerámica que se encontró con él. La práctica de cubrir el cuerpo o la cara con estuco también duró poco, ya que las técnicas mejoradas de momificación ofrecían una mejor oportunidad de preservar el cuerpo que cubrirlo con yeso. Ahora se cree que las máscaras de estuco que se formaron directamente alrededor de la cabeza del difunto representan la etapa inicial de un proceso que conduciría a la momificación completa de los cuerpos no reales, eventualmente evolucionando hasta desembocar en la más conocida práctica de crear máscaras hechas de cartonaje, formado por capas de lino mezcladas con yeso.

## Ubicación
Se conocen treinta y siete cabezas de reserva, que incluyen cinco en colecciones privadas. En Abusir, Borchardt encontró una cabeza de reserva para una princesa, y en su tumba se encontró una oreja que posiblemente perteneció a una de Kaaper. La gran mayoría de las cabezas de reserva provienen de la zona de Guiza, y datan de mediados de la IV Dinastía hasta principios de la V Dinastía.
| Mastaba                           | Imagen                                                                                                   | Nombre del propietario de la tumba                                       | Periodo de tiempo                                        | Ubicación actual                                                              | Comentarios |
| --------------------------------- | --- | ------------------------------------------------------------------------ | -------------------------------------------------------- | ----------------------------------------------------------------------------- | --- |
| Giza G 1203                       | | Kanefer Supervisor de Comisiones, Director de Arqueros                   | IV Dinastía (Khufu)                                      | Museo Hearst, Berkeley 6-19767                                                | La cabeza fue encontrada en el pozo de la tumba G 1203A. Se cree que la cabeza es femenina y podría representar a la esposa de Kanefer. |
| Giza G 2110                       | | Nefer Secretario del Rey en todos los lugares, etc.                      | IV Dinastía (Khafra)                                     | Museo de Bellas Artes, Boston MFA 06.1886                                     | La cabeza fue encontrada en el pozo de la tumba G 2110A, la mastaba de Nefer. |
| Giza G 2230 (D 38)                | Imagen en el archivo de Giza Imagen en el archivo de Giza - lateral                                      |                                                                          | IV o V Dinastía?                                         | Museo Egipcio de El Cairo JE 47838                                            | Cabeza de reserva probablemente procedente de la tumba D 38. |
| Giza G 2230 (D 38)                | Imagen en el archivo de Giza                                                                             |                                                                          | IV o V Dinastía?                                         |                                                                               | Fragmento, probablemente procedente del serdab de la mastaba G 2240 |
| Giza G 4140                       | | Princesa Meritites Hija del Rey de su cuerpo                             | Mediados a finales de la IV Dinastía                     | Hombre: Museo de Boston MFA 14.717 Mujer: Museo Egipcio, El Cairo JE 46217    | Las cabezas de reserva se encontraron entre los escombros del pozo funerario de G 4140A |
| Giza G 4160                       | |                                                                          | IV Dinastía (Khufu)                                      | Hildesheim Mus. 2158.                                                         | Cabeza de reserva masculina, dañada, de entre los escombros al oeste de la tumba. |
| Giza G 4240                       | | Príncipe Sneferuseneb Hijo del Rey de su cuerpo, etc.                    | Mediados a finales de la IV Dinastía                     | Museo de El Cairo JE 46215.                                                   | La cabeza de reserva de Sneferuseneb fue hallada en el pozo de G 4240A |
| Giza G 4340                       | |                                                                          | Mediados a finales de la IV Dinastía                     | Museo de El Cairo JE 46218.                                                   | Una cabeza masculina de reserva entre los escombros en el fondo del eje A |
| Giza G 4350                       | |                                                                          | Mediados a finales de la IV Dinastía                     | Museo de Historia del Arte de Viena ÄS 7787, Viena.                           | Cabeza de reserva encontrada en la entrada de la cámara funeraria |
| Giza G 4430                       | |                                                                          | IV Dinastía, Khafra o posterior                          |                                                                               | Una cabeza de reserva dañada hecha de arcilla encontrada en el eje A. |
| Giza G 4440                       | Frontal view wife · Lateral de la esposa.                                                                |                                                                          | Mediados de la IV Dinastía a principios de la V Dinastía | Hombre: Museo de Boston MFA 14.718 Segunda cabeza: Museo de Boston MFA 14.719 | El hombre podría ser hermano de Snefrusonb (tumba G 4240). Ambas cabezas se encontraron en el pozo A. La opinión más reciente sugiere que la cabeza previamente identificada como la esposa negroide del alto funcionario egipcio es en realidad de un hombre, al apreciarse trazas de pintura rojiza en una oreja, el color tradicional para la piel de las figuras masculinas. |
| Giza G 4540                       | Vista frontal · Vista lateral                                                                            |                                                                          | Mediados a finales de la IV Dinastía                     | Museo de Boston MFA 21.328                                                    | Una cabeza de reserva femenina encontrada en el eje A |
| Giza G 4560                       | Imagen en los archivos de Giza                                                                           |                                                                          | Mediados a finales de la IV Dinastía                     | Museo de El Cairo JE 44974                                                    | Una cabeza de reserva femenina encontrada en la cámara funeraria. |
| Giza G 4640                       | |                                                                          | Mediados a finales de la IV Dinastía                     | Museo de El Cairo JE 46216                                                    | Una cabeza de reserva masculina encontrada en el eje A. |
| Giza G 4650                       | | Princesa Iabtet Hija del Rey de su cuerpo                                | Mediados a finales de la IV Dinastía                     | Pelizaeus-Museum, Hildesheim 2384                                             | La cabeza de reserva de la princesa Iabtet se encontró en la entrada de su cámara funeraria. |
| Giza G 4660                       | |                                                                          | Mediados a finales de la IV Dinastía                     | Museo de El Cairo Temp. No. 19.11.24.5                                        | Cabeza de reserva, muy desgastada, encontrada por Reisner al este de la tumba G 4560, posiblemente procedente de la cercana G 4660. |
| Giza G 4940 (L45)                 | Vista frontal. · Lateral.                                                                                | Seshemnefer I Supervisor de las obras reales, director del palacio, etc. | Finales de la V Dinastía                                 | Museo de Boston (MFA 21.329)                                                  | Cabeza de reserva de fina caliza encontrada en el eje de la G 4940B. |
| Giza G 5020 Anexo                 | |                                                                          |                                                          | Museo Egipcio de El Cairo JE 67569                                            | Cabeza de reserva de caliza encontrada en el anexo de G 5020. Probablemente procedente de la G 4240. |
| Giza G 7560                       | Imagen en el archivo de Giza.                                                                            |                                                                          | Principios de la V Dinastía                              | Museo de Boston (MFA 37.643) luego MMA 48.156                                 | Cabeza de reserva de piedra caliza encontrada en el pozo B. |
| Giza Calle de G 7500              | Imagen el archivo de Giza.                                                                               |                                                                          |                                                          | Museo de Boston MFA 27.2010                                                   | Cabeza de piedra caliza encontrada en la calle al este de G 7530-7540. |
| Giza S 984                        | Imagen en el archivo de Giza.                                                                            | Tjentet y Wehemnefret                                                    | V Dinastía                                               | Museo Egipcio de El Cairo                                                     | Cabeza de reserva de arcilla. Wehemnefret pudo ser hija de Wenshet (propietario de G 4840), y tenía el título de "hija del rey" (aunque así se refiere a una nieta). |
| Giza Llanura del este de Guiza    | |                                                                          | IV-V Dinastía                                            | Museo de Arte de San Antonio                                                  | |
| Giza Necrópolis del este de Guiza | Imagen de archivo de Giza                                                                                |                                                                          |                                                          | Museo Egipcio de El Cairo JE 37832                                            | Cabeza de reserva de piedra caliza procedente de una mastaba no identificada |
| Desconocido                       | |                                                                          | IV Dinastía                                              | Cabeza de reserva en exhibición en el Museo Petrie, Londres. (UC15988)        | Su autenticidad está en disputa. |
| Desconocido                       | |                                                                          | IV-V Dinastía                                            | Ackland Art Museum 70.17.1                                                    | Una cabeza de reserva de piedra caliza. |
| Menfis?                           | Imagen en la página web de la Universidad de Swansea Archivado el 5 de marzo de 2016 en Wayback Machine. |                                                                          | V-VI Dinastía                                            | Universidad de Swansea de Gales (W164)                                        | Comprada por Sir Henry Wellcome en una subasta de Sotheby's en 1928. Según la página web del Egypt Centre's, procede de Menfis y data de la IV Dinastía. |
| Abusir o Saqqara?                 | |                                                                          | V-VI Dinastía                                            | En una colección privada en Bélgica desde 1991                                | Se cree que representa a una mujer y procede de Abusir o Saqqara. |
| Abusir                            | | Kahotep                                                                  | Imperio Antiguo                                          | Ägyptisches Museum, Berlín (Berlín 16455)                                     | Cabeza de reserva de Kahotep encontrada en Abusir - Imperio Antiguo. |
| Abusir                            | | Kaaper                                                                   | V Dinastía                                               |                                                                               | En su cámara funeraria se encontró una oreja procedente de su desaparecida cabeza de reserva. |

Se pueden encontrar ejemplos de cabezas de reserva en los siguientes museos:
- Museo de Arte Ackland, Chapel Hill, Carolina del Norte
- Museo Agyptisches, Berlín
- Museo Egipcio, El Cairo
- Kunsthistorisches Museum, Viena
- Museo de Bellas Artes, Boston
- Museo Petrie de Arqueología Egipcia, Londres
- Museo de Antropología Phoebe A. Hearst, Berkeley
- Museo Metropolitano de Arte, Nueva York
- Museo de Arte de San Antonio, Texas
- Universidad de Swansea